# Casta Diva

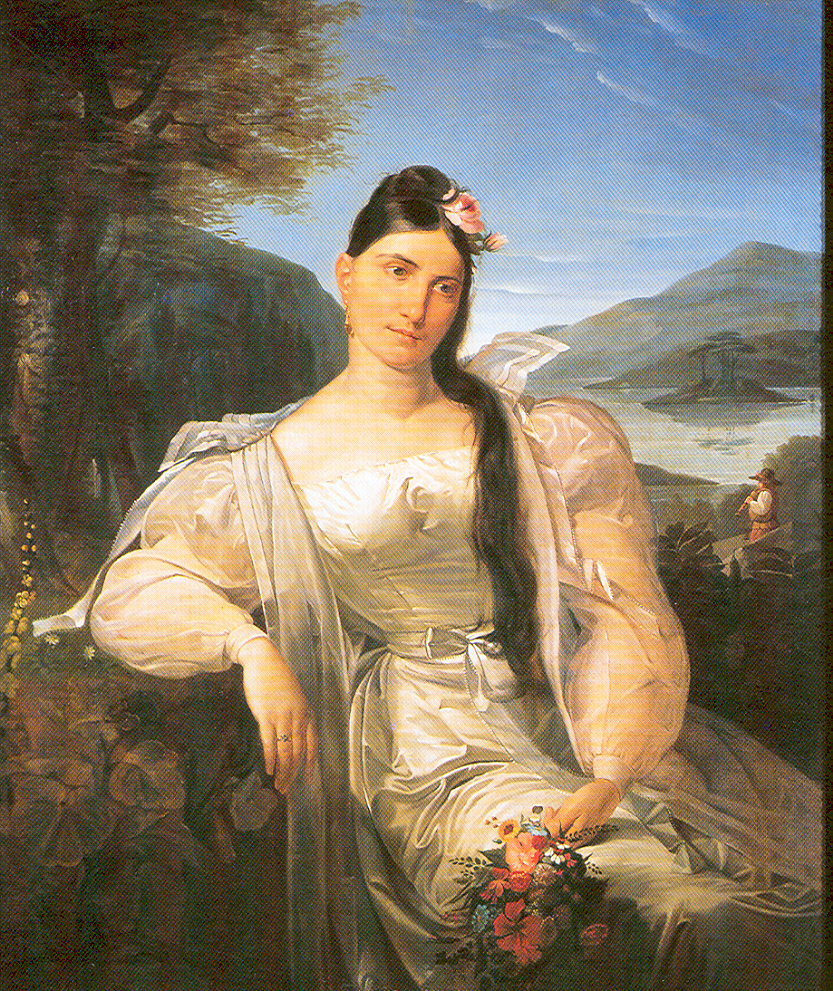
Giuditta Pasta

Casta Diva – włoskojęzyczna aria operowa, przeznaczona dla sopranu. Pochodzi z opery Vincenza Belliniego Norma, do której libretto napisał Felice Romani. Postacią wykonującą arię jest sama tytułowa galijska arcykapłanka, a osobą dla której rola w ogóle, a aria w szczególności została skomponowana, była włoska śpiewaczka Giuditta Pasta. Światowa prapremiera opery, której częścią jest aria, odbyła się 26 grudnia 1831 w mediolańskim Teatro alla Scala.
Casta diva jest pierwszą arią najwyższej galijskiej kapłanki, Normy, pacyfistyczną modlitwą, kierowaną do dziewiczej, księżycowej bogini, która swoim srebrzystym blaskiem ogarnia wszystkich ludzi.
Podczas gdy jej ojciec, Oroveso (Orowist), wraz z rodakami chce szykować się do wojny przeciwko Rzymianom, Normie zależy na tym, by okupant nadal pozostał w Galii. Kobieta prowadzi podwójne życie, bowiem dowódca rzymskiego garnizonu, Pollione, to jej kochanek, partner i ojciec jej dwóch synów. Pokój, jak wszystko na tym świecie, zależy oczywiście od bogów, ale dopóki to ona jest interpretatorką odczytującą znaki tych bóstw, zrobi wszystko, by zatrzymać ukochanego jak najdłużej przy sobie, dbając tym samym równocześnie o bezpieczeństwo wszystkich swoich bliskich.
Choć opera należy do trudniejszych wykonawczo (nie tylko w twórczości Belliniego), Casta diva stanowi wyzwanie samo w sobie. Kompozytor przerabiał ją ośmiokrotnie i w dniu premiery dzieła (26 grudnia 1831) w La Scali w Mediolanie aria była obniżona o cały ton.
Szczególnie rozpoznawalną Normą XX wieku, kojarzoną również z samą tą arią, była także Maria Callas. Jej wykonania roli Normy zapisane są na nagraniach pod dyrekcją Tullia Serafina z lat 1954 i 1960 (obydwa zrealizowane przez EMI).